# Walterinnesia
Walterinnesia är ett släkte av giftsnokar med två arter.
Dessa ormar är medelstora med en längd som ibland ligger lite över en meter. De har en kraftig bål. Arterna förekommer på Sinaihalvön, i Mellanöstern, på Arabiska halvön samt fram till Turkiet och Iran. De lever i öknar och jagar ödlor, främst av släktet dabbagamer, samt troligen små däggdjur. Honor lägger ägg.
Individerna biter sällan men giftet är farligt för människor och kan leda till döden.
Släktets arter är:
- Walterinnesia aegyptia
- Walterinnesia morgani